# Hesperus-Polka
Die Hesperus-Polka ist eine Polka von Johann Strauss Sohn (op. 249). Das Werk wurde am 6. Februar 1861 im Tanzlokal Zum Sperl in Wien erstmals aufgeführt.